# Cefelina
La cefelina és un alcaloide químic que indueix al vòmit per l'estimulació dels sucs de l'estómac. Es troba en productes comercials com el xarop d'ipecacuana. Químicament, està estretament relacionada amb l'emetina.
La cefelina en forma de xarop d'ipecacuana era comunament recomanada com un tractament d'emergència per l'enverinament accidental fins a finals del segle xx.
S'extreu de la Carapichea ipecacuanha i altres espècies de plantes, incloent la Psychotria acuminata.